# Rio Bucoşniţa
O Rio Bucoşniţa é um rio da Romênia afluente do Rio Timiş, localizado no distrito de Caraş-Severin.